# Asedio de Esztergom (1543)
El asedio o sitio de Esztergom ocurrió entre el 25 de julio y el 10 de agosto de 1543, cuando el ejército otomano, dirigido por el sultán Suleiman el Magnífico, asedió la ciudad de Esztergom, hoy en la moderna Hungría. La ciudad fue capturada por los otomanos después de dos semanas.

## Fondo
El asedio fue parte de una lucha entre los Habsburgo y los otomanos tras la muerte del gobernante de Hungría, Juan Zápolya, el 20 de julio de 1540. Fue parte de la «era de las guerras de los castillos», en la historiografía húngara. Suleiman ya había capturado las ciudades de Buda y de Pest en 1541, lo que le daba un poderoso control sobre el centro de Hungría. En esa ocasión se creó el eyalato de Buda (Beylerbeylikato).
Como parte de la alianza franco-otomana, los franceses enviaron una unidad de artillería en 1543-1544, que se adjuntó al ejército otomano.  Mientras tanto, en el mar Mediterráneo, Suleiman había enviado al almirante de su flota Jeireddín Barbarroja para cooperar con los franceses, lo que llevó al sitio de Niza.

## Asedio
El asedio de Esztergom siguió al intento fallido de Fernando I de Austria de reconquistar Buda en 1542. Le seguiría a su vez la captura de la ciudad Székesfehérvár en septiembre de 1543, ciudad en que se celebraban las coronaciones de los reyes húngaros. Otras ciudades que fueron capturadas durante esta campaña son Siklós y Szeged  con el fin de proteger mejor Buda. Sin embargo, Suleiman se abstuvo de trasladarse a Viena esta vez, aparentemente porque no tenía noticias de las campañas de sus aliados franceses en Europa occidental y en el Mediterráneo.
Después de la exitosa campaña otomana, se firmó una primera tregua de un año con Carlos V en 1545, por intermedio de Francisco I de Francia. El propio Suleiman estaba interesado en poner fin a las hostilidades, ya que también tenía una campaña en Persia, la guerra otomano-safávida (1532-1555) Dos años más tarde, Fernando y Carlos V reconocieron el control total otomano de Hungría en el Tratado de Adrianópolis de 1547,  y Fernando incluso acordó pagar un tributo anual de 30.000 florines de oro por sus posesiones de los Habsburgo en el norte y oeste de Hungría.
Después de estas conquistas, Hungría central permanecería bajo control otomano hasta 1686.

## Galería de imágenes

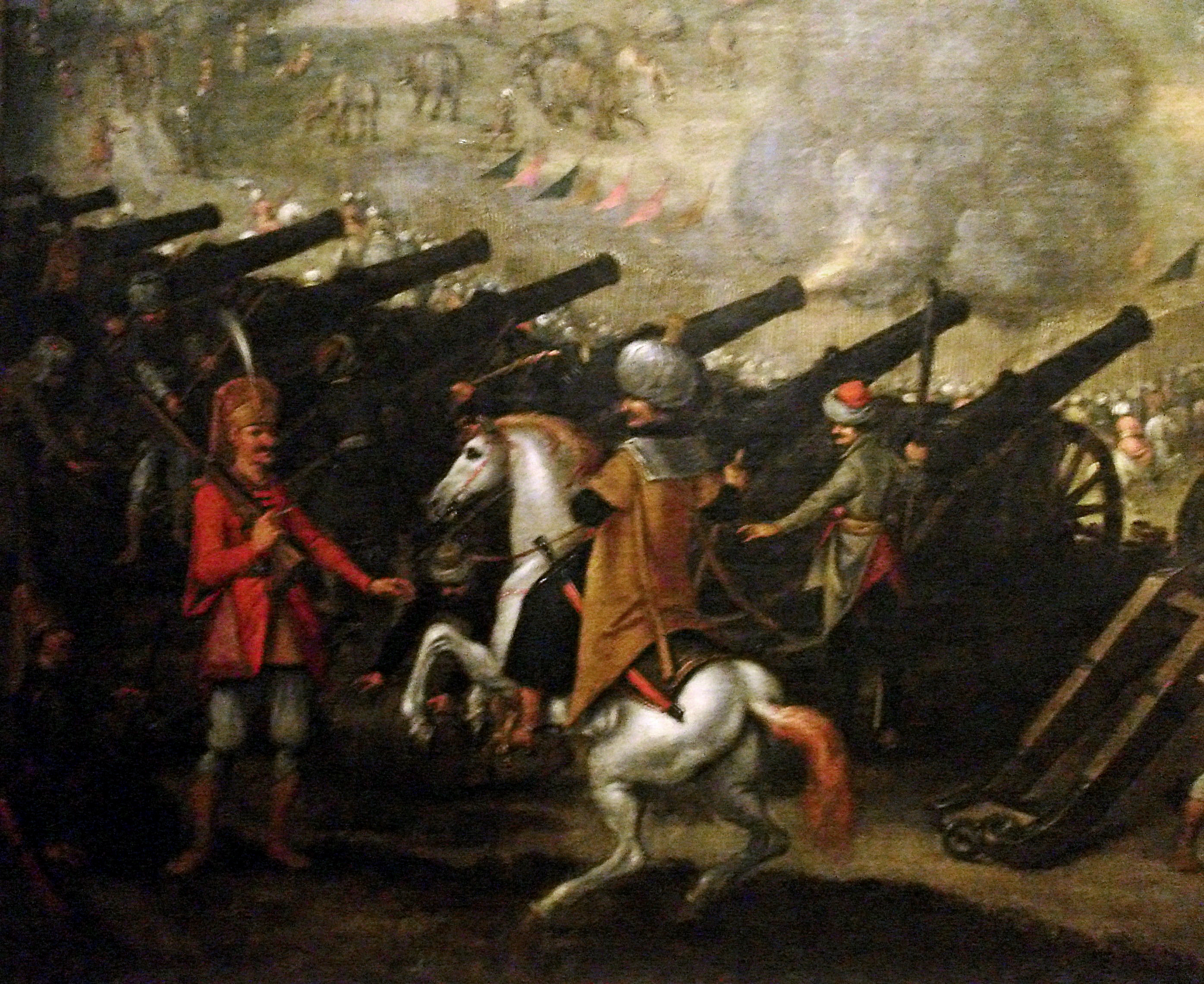
Batería de cañones en el asedio de Esztergom 1543 (detalle)
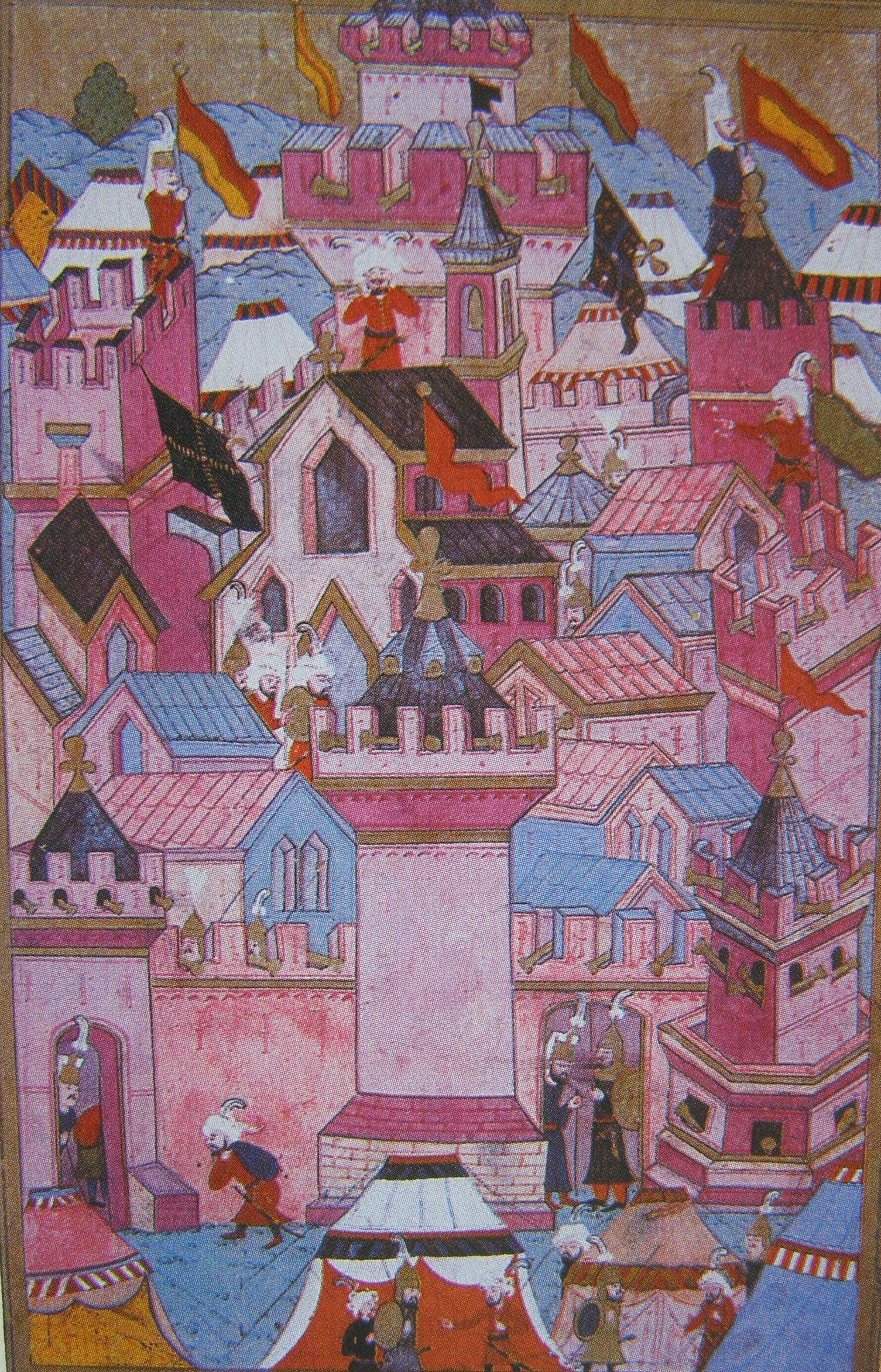
Asedio de Esztergom en 1543, miniatura húngara
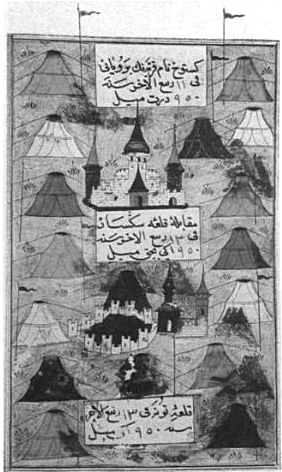
Etapas y distancias a la fortaleza de Esztergom (grabado otomano)
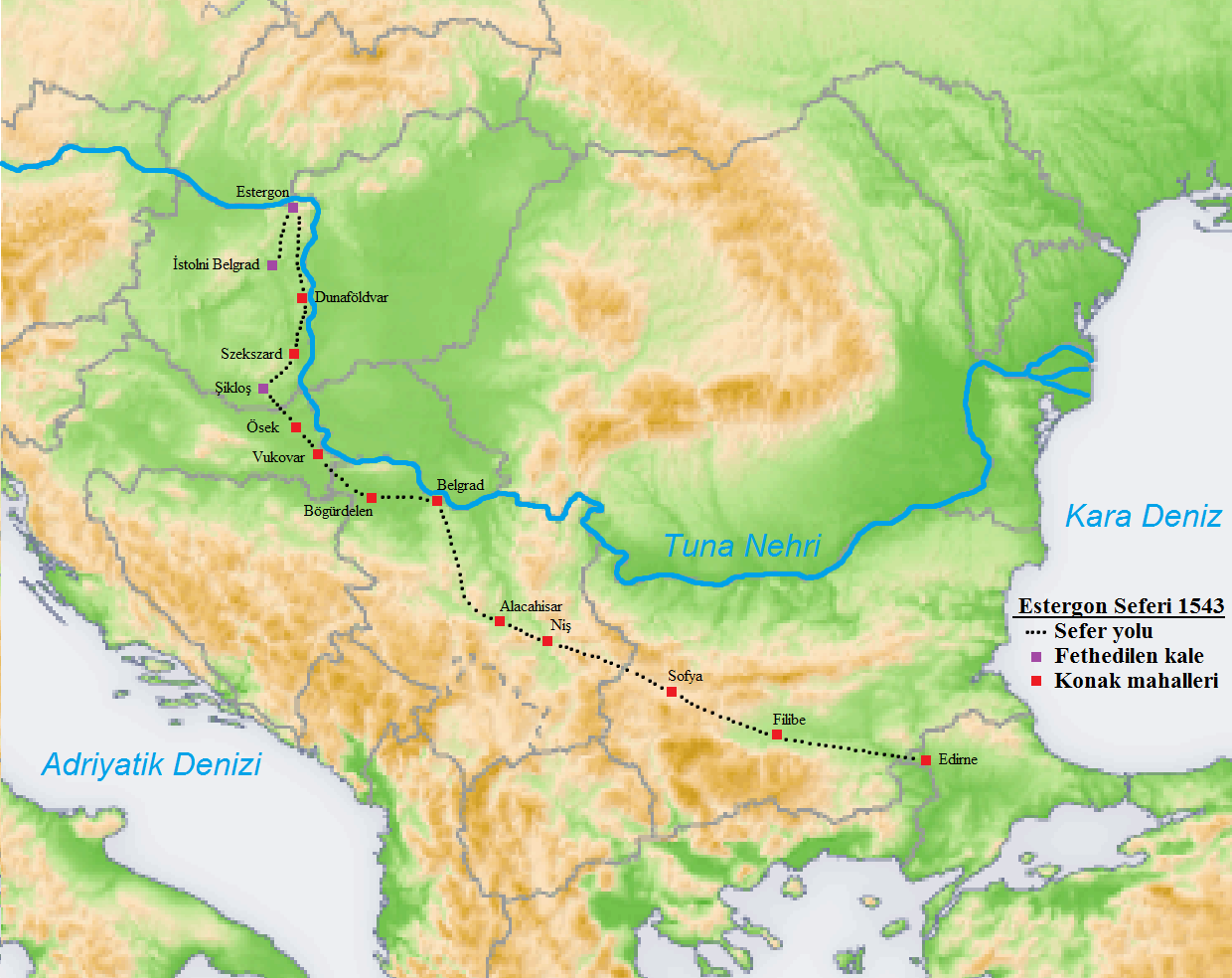
La ruta de campaña del ejército otomano.